# لمون ولی (نوادا)
لمون ولی (به انگلیسی: Lemmon Valley) یک منطقهٔ مسکونی در ایالات متحده آمریکا است که در نوادا واقع شده‌است. لمون ولی ۴۷٫۶ کیلومتر مربع مساحت و ۵٬۰۴۰ نفر جمعیت دارد.